# Агравація
Аграва́ція (від лат. aggravare — обтяжувати, загострювати, погіршувати) — неправильна оцінка власного хворобливого стану, його проявів або тяжкості у вигляді перебільшення страждань та переживань, фізичної чи психічної немочі.
Найчастіше є проявом розладів особистості, переважно з вираженими гістріорними рисами характеру. Неусвідомлена агравація може спостерігатися у здорових осіб (зокрема у дітей) з рентними відносинами як примітивна форма захисту від таких дій або подій, які завдають їм надмірних переживань. У цьому разі агравація спрямована на задоволення потреби у співчутті, співпереживанні з боку оточення. У людей похилого віку агравація зазвичай виникає при гострому відчутті самотності й покинутості; проявляється демонстративною, театральною поведінкою. Агравація часто спостерігається у хворих на олігофренію, дисоціативні розлади, а також у разі органічних уражень головного мозку, розумової відсталості, патологічних розладів особистості, змін особистості під впливом хронічної хвороби (наприклад, віддалених наслідків черепно-мозкової травми, епілептичної хвороби) або внаслідок узалежнення від психоактивних речовин (алкоголю, наркотиків).
Агравація є проявом одночасно усвідомлених і неусвідомлених дій. Жорсткий розподіл на неусвідомлену та усвідомлену агравацію нині зазнає критики з боку психологів та патопсихологів.
У судовій психіатрії, агравація є одним з факторів, який має встановити, або спростувати експерт під час психіатричної експертизи.